# سرزمین باساری
سرزمین باساری در مناطق سالماتا و کدوگو واقع شده است. سرزمین باساری (فرانسوی: Pays Bassari) و مناظر فرهنگی باساری، فولا و بیدیک در جنوب شرقی سنگال قرار دارند و به‌عنوان یک منظر فرهنگی چندگانه حفظ شده، از تعامل فعالیت‌های انسانی و محیط طبیعی به وجود آمده‌اند. این مجموعه شامل سه منطقه جغرافیایی است: منطقه باساری-سالماتا، منطقه بیدیک-باندافاسی و منطقه فولا-دین‌دفلو، که هر یک دارای ویژگی‌های مورفولوژیکی خاص خود هستند.